# Xyletobius grimshawi
Xyletobius grimshawi är en skalbaggsart som beskrevs av Perkins 1910. Xyletobius grimshawi ingår i släktet Xyletobius och familjen trägnagare. Inga underarter finns listade i Catalogue of Life.